# Guyhirn
Guyhirn is een dorp in het Engelse graafschap Cambridgeshire. Het dorp ligt in het district Fenland en telt ca. 680 inwoners.